# くにたけみゆき

くにたけ みゆきは、日本の歌手。本名は国武 美由紀（読み同じ）。主にゲーム方面で活動している。

## 経歴
- （上京、YAMAHA Singer Pro Course時代）
- 1996年頃、男女デュオNatural Crayon結成。1998年の日立CMソング「この木なんの木」コンテストでグランプリ受賞、1999年1月から3か月間オンエアされる。
- 1997年頃よりF&Cタイトルの音楽を数多く手がけるサウンドチームDOORSのボーカルを務める。
- （吉祥寺バッチリーズ及びザ・バッチリーズ関連）ザ・バッチリーズでは高音部を担当。2004年1月解散。
- 2000年12月22日に発売されたNatural Zero+を最後にDOORSを脱退、そのころからBEMANIシリーズのボーカルとして登場。
- 2003年より、岩室晶子とのユニットproject SODA活動開始、ソロライブもこのユニットでの活動が中心になる。
- 2004年12月、ビジュアルアーツ傘下のブランドAMEDEOから発売された『ペット探偵Y's』で4年ぶりにPCゲーム主題歌のボーカルを担当。
- 2006年2月、Natural Crayonとしてのファーストアルバムをリリース。
- 2015年以降は、岩室晶子の活動拠点、横浜を中心に活動中。

## 作品リスト
- 僕のひまわり（バーチャコール3）
- アイスティー（Piaキャロットへようこそ!!2 セガサターン版）
- みつめていたい（With You 〜みつめていたい〜）
- 笑顔でいこう（Project VC）
- loop the doop（バーチャコールS）
- 夕暮れのイエスタデイ（同窓会メモリアルパッケージ）
- 思い出は胸にそっと…（フレンズ 〜青春の輝き〜）
- ハートのクッキー（PALETTE）
- LOVE EXPLOSION（Lipstick Adventure EX）
- 時の流れが止まって（ロマンスは剣の輝きII）
- 風を感じて（ロマンスは剣の輝きII）
- せつない糸（Natural2 -DUO-）
- 季節をだきしめて（Natural2 -DUO-）
- Autumn Destiny（Canvas 〜セピア色のモチーフ〜）
- おもいで（Canvas 〜セピア色のモチーフ〜）
- Natural Generation（Natural Zero+）
- はじまりとおわりの場所で（Natural Zero+）
- Kiss me all night long（Dance Maniax 2nd Mix）（beatmaniaIIDX 5th style）（Dance Dance Revolution EXTREME） - NAOKI J-STYLE feat. MIU名義
- 蒼い衝動（Dance Dance Revolution EXTREME）(beatmania IIDX 8th style)  - NAOKI feat.YUKI名義
- MISS YOU（GUITARFREAKS 6th MIX/drummania 5th MIX）
- Destiny Lovers（GUITARFREAKS 7th MIX/drummania 6th MIX）（Dance Dance Revolution EXTREME）（pop'n music（ee'MALL 2nd avenue経由））
- スタアの恋人（GUITARFREAKS 8th MIX PowerUp Ver./drummania 7th MIX PowerUp Ver.）
- 涙のregret（GUITARFREAKS 9th MIX/drummania 8th MIX）
- 水晶 -瞳の中の未来-（GUITARFREAKS 10th MIX/drummania 9th MIX）
- My friend（GUITARFREAKS 11th MIX/drummania 10th MIX）
- sweet little spy（ペット探偵Y's）
- Balance（GuitarFreaksV/DrumManiaV）
- Be Proud（GuitarFreaksV2/DrumManiaV2）
- エンジェルマジック（GuitarFreaksV3/DrumManiaV3）
- Every Brand-new Day（TVアニメ「下級生」オープニングテーマ[注 1]）
- 山はりねずみのアンデスチャッキー（TVアニメ「SHIROBAKO」の劇中劇の主題歌）